# Amílcar Barbuy
Amílcar Barbuy (* 29. März 1893 in Rio das Pedras; † 24. August 1965 in São Paulo) war ein italienisch-brasilianischer Fußballspieler und -trainer.
Barbuy war italienischer Abstammung; nach einer langen und erfolgreichen Karriere als Spieler und Trainer verschiedener Clubs aus São Paulo, darunter die Corinthians und Palestra Itália, sowie als Spielführer der brasilianischen Nationalmannschaft wechselte er 1930 zu Lazio Rom nach Italien. Auf Reisen nach Brasilien ab 1931 warb er zahlreiche aus Italien (ab)stammende brasilianische Spieler für Lazio an, was zu einer wahren Migrationswelle führte. Auf dem Höhepunkt dieser Entwicklung 1933 standen zwölf „Brasilianer“ bei Lazio unter Vertrag – das Team hatte den Spitznamen Brasilazio – darunter auch als Trainer Barbuy.
Neben Lazio trainierte er auch FC São Paulo, Palestra Itália, SC Corinthians Paulista, Portuguesa, AA Portuguesa Santista und Atlético Mineiro.

## Erfolge
Nationalmannschaft
- Copa América: 1919, 1922

Vereine
- Staatsmeisterschaft von São Paulo: 1914, 1916, 1922, 1923, 1926, 1927